# Teemu Ramstedt
Teemu Ramstedt (* 9. Dezember 1987 in Helsinki) ist ein finnischer Eishockeyspieler, der seit August 2017 beim HC Slovan Bratislava in der Kontinentalen Hockey-Liga unter Vertrag steht.

## Karriere
Teemu Ramstedt begann seine Karriere als Eishockeyspieler in seiner Heimatstadt in der Nachwuchsabteilung von HIFK Helsinki, für dessen Profimannschaft er in der Saison 2005/06 sein Debüt in der SM-liiga, der höchsten finnischen Spielklasse, gab. Parallel spielte er in sechs Partien für die finnische U20-Nationalmannschaft in der zweitklassigen Mestis. Von 2006 bis 2008 spielte der Center für den Ligarivalen TPS Turku und lief in diesem Zeitraum parallel für die finnische U20-Nationalmannschaft sowie Forssan Palloseura in der Mestis auf. Zur Saison 2008/09 kehrte der Finne zu seinem Heimatverein HIFK Helsinki zurück, mit dem er in der Saison 2010/11 den finnischen Meistertitel gewann.
Zur Saison 2011/12 wurde Ramstedt von den Espoo Blues verpflichtet und absolvierte in der Folge 91 SM-liiga-Partien für die Blues, ehe er im Januar 2013 vom SKA Sankt Petersburg aus der Kontinentalen Hockey-Liga verpflichtet wurde. Im Mai 2013 wechselte er innerhalb der Liga zum HC Lev Prag, verließ den Verein aber im August desselben Jahres wieder ohne ein Pflichtspiel für den HC Lev absolviert zu haben. Ende August erhielt er einen Vertrag beim AIK Stockholm, ehe er im Januar 2014 zu seinem Heimatverein zurückkehrte.
Zwischen August und November 2017 stand Ramstedt beim HC Slovan Bratislava in der Kontinentalen Hockey-Liga unter Vertrag, absolvierte aber nur zwei Partien für Slovan und beendete die Saison bei Rauman Lukko in Finnland.

### International
Für Finnland nahm Ramstedt an der U18-Junioren-Weltmeisterschaft 2005 teil. Im Turnierverlauf erzielte er in sechs Spielen ein Tor und drei Vorlagen.

## Erfolge und Auszeichnungen
- 2011 Finnischer Meister mit HIFK Helsinki

## Karrierestatistik
(Legende zur Spielerstatistik: Sp oder GP = absolvierte Spiele; T oder G = erzielte Tore; V oder A = erzielte Assists; Pkt oder Pts = erzielte Scorerpunkte; SM oder PIM = erhaltene Strafminuten; +/− = Plus/Minus-Bilanz; PP = erzielte Überzahltore; SH = erzielte Unterzahltore; GW = erzielte Siegtore; 1 Play-downs/Relegation; Kursiv: Statistik nicht vollständig)